# Кубок Фінляндії з футболу 2010
Кубок Фінляндії з футболу 2010 — 56-й розіграш кубкового футбольного турніру в Фінляндії. Титул втретє здобув ТПС.

## Календар
| Раунд           | Дата                      | Матчі | Клуби     |
| --------------- | ------------------------- | ----- | --------- |
| Перший раунд    | 30 січня - 28 лютого 2010 | 110   | 271 → 161 |
| Другий раунд    | 3-28 березня 2010         | 55    | 161 → 106 |
| Третій раунд    | 1-15 квітня 2010          | 46    | 106 → 60  |
| Четвертий раунд | 20-29 квітня 2010         | 28    | 60 → 32   |
| 1/16 фіналу     | 11-18 травня 2010         | 16    | 32 → 16   |
| 1/8 фіналу      | 26-27 травня 2010         | 8     | 16 → 8    |
| 1/4 фіналу      | 9-10 червня 2010          | 4     | 8 → 4     |
| 1/2 фіналу      | 16 червня 2010            | 2     | 4 → 2     |
| Фінал           | 25 вересня 2010           | 1     | 2 → 1     |

## 1/16 фіналу
| Команда 1      | Рахунок | Команда 2        |
| -------------- | ------- | ---------------- |
| 11 травня 2010 |         |                  |
| Ільвес (3)     | 2:1     | ВіПа (4)         |
| 12 травня 2010 |         |                  |
| ППВ (4)        | 1:3     | ТПС              |
| СоВо (3)       | 0:3     | Марієгамн        |
| СЯК (3)        | 1:2 дч  | Яро              |
| ТПВ (2)        | 0:1     | Гонка            |
| КПВ (2)        | 2:1     | ПК-35 Вантаа (2) |
| СалРейпас (4)  | 2:0     | ЛПС (3)          |
| Пексит (4)     | 0:6     | Інтер (Турку)    |
| 13 травня 2010 |         |                  |
| Їіппо (2)      | 0:1     | КуПС             |
| Судет (4)      | 4:0     | ОПС-ю (Ю)        |
| ЕсПа (4)       | 0:4     | ГІК              |
| Гністан (3)    | 3:0 дч  | КуФу-98 (4)      |
| Екенес (3)     | 0:1     | Гака             |
| ГБК (3)        | 0:3     | МП (2)           |
| Джаз-ю (Ю)     | 1:2     | ВПС              |
| 18 травня 2010 |         |                  |
| Лахті          | 1:2     | МюПа             |

## 1/8 фіналу
| Команда 1      | Рахунок | Команда 2     |
| -------------- | ------- | ------------- |
| 26 травня 2010 |         |               |
| Гністан (3)    | 0:3     | Марієгамн     |
| Судет (4)      | 0:1     | Гака          |
| МП (2)         | 0:2     | КуПС          |
| СалРейпас (4)  | 1:2     | Ільвес (3)    |
| 27 травня 2010 |         |               |
| ТПС            | 3:0     | Яро           |
| ГІК            | 3:0     | Гонка         |
| КПВ (2)        | 0:1 дч  | Інтер (Турку) |
| ВПС            | 1:0     | МюПа          |

## 1/4 фіналу
| Команда 1      | Рахунок | Команда 2     |
| -------------- | ------- | ------------- |
| 9 червня 2010  |         |               |
| ТПС            | 2:1     | Ільвес (3)    |
| 10 червня 2010 |         |               |
| ГІК            | 2:0     | ВПС           |
| Гака           | 0:1     | КуПС          |
| Марієгамн      | 2:1     | Інтер (Турку) |

## 1/2 фіналу
| Команда 1      | Рахунок | Команда 2 |
| -------------- | ------- | --------- |
| 16 червня 2010 |         |           |
| КуПС           | 1:2     | ТПС       |
| ГІК            | 3:0     | Марієгамн |

## Фінал
| 25 вересня 2010 15:00 (EEST) |

| ГІК | 0:2      | ТПС                    |
| --- | -------- | ---------------------- |
|     | Протокол | Аарітало 34' Ріскі 90' |

| «Сонера», Гельсінкі Глядачів: 5 137 Арбітр: Веса Похйонен |